# Txerquessos
Els txerquessos són un grup ètnic del nord-oest del Caucas, que habiten principalment al nord de la república de Karatxai-Txerquèssia (on són l'11% de la població) així com a quatre viles d'Adiguèsia: Khodz, Bletxepsin, Koshekhabl, i Uliap.
Parlen un dialecte txerquès (Kuban-Zelentxuk) del kabardí.
Molts filòlegs inclouen els beslenei de Karatxai-Txerquèssia en la comunitat txerquessa, encara que parlen un dialecte més proper al kabardí, una parla de transició entre l'adigué i el kabardí.
Els txerquessos emigraren de Kabarda entre 1780-1825, s'establiren a les valls altes del Zelentxuk i Urup, des d'on foren desplaçats durant el període 1830-50. Durant el segle xix, a causa de la pressió des de l'Imperi Otomà, molts txerquessos es traslladaren a països de l'Orient Mitjà, on hi foren assimilats, mentre encara hi viuen com una minoria distingible. Molts txerquessos es convertiren a l'islam.